# Derhawka
Derhawka – część wsi Połowce w Polsce położona w województwie podlaskim, w powiecie hajnowskim, w gminie Czeremcha.
Miejscowość wchodzi w skład sołectwa Połowce.
W latach 1975–1998 miejscowość administracyjnie należała do województwa białostockiego.